# イボンヌ・マーレー
イボンヌ・マーレー（Yvonne Murray、1964年10月4日 - ）は、イギリスの陸上競技選手。1988年ソウルオリンピックの銅メダリストである。

## 経歴
マーレーは、1982年、18歳の誕生日を迎えた直後に、オーストラリアのブリズベンで開催されたコモンウェルスゲームズに出場。1500mと3000mで両種目とも10位という結果を残した。
マーレーが、初めて国際大会でメダルを獲得した大会は、1985年のヨーロッパ室内選手権の3000mである。イタリアのアグネーゼ・ポッサメイ、ソ連のオルガ・ボンダレンコに次いで9分00秒94で3位となった。翌年もスペインのマドリッドで行われた同大会に出場し、前年より順位を上げ2位となっている。
マーレーは、1986年、スコットランドのエジンバラで開催されたコモンウェルスゲームズでは1500mと3000mに出場。1500mは5位に終わったものの、3000mは8分55秒22で、カナダのリン・ウィリアムズ、デビー・ボーカーに次いで3位となり銅メダルを手にした。その1ヵ月後、西ドイツのシュトゥットガルトで開催されたヨーロッパ選手権でも3000mで、ソ連のボンダレンコ、ルーマニアのマリチカ・プイカに次いで3位銅メダルとなっている。
マーレーは、1987年のフランスのリエバンで開催されたヨーロッパ室内選手権の3000mに出場。2年前の3位、前年の2位からまた順位を上げついに優勝を果たす。しかしこの大会には東欧の選手は出場していなかった。2週間後、アメリカのインディアナポリスで行われた、東欧の選手が出場した世界室内選手権の3000mでは、ソ連のタチアナ・サモレンコ、ボンダレンコ、ルーマニアのプイカら東欧勢に敗れ5位に終わった。同年夏のローマで開催された世界選手権の3000mでもサモレンコ、プイカが金銀、マーレーは7位に終わった。
マーレーは、1988年ソウルオリンピックでも3000mに出場。金メダルはサモレンコ、銀メダルはルーマニアのパウラ・イバンと、やはり東欧勢が力を見せ付ける中、8分29秒02の自己ベストをマーク、3位となりオリンピックで銅メダルを獲得した。
マーレーは、1990年、ニュージーランドのオークランドで開催されたコモンウェルスゲームズでも1500mと3000mの2種目に出場。1500mは4位でメダルには手が届かなかったものの、3000mではカナダのアンジェラ・チャーマーズに次いで銀メダルを獲得した。同年夏、ユーゴスラビアのスプリトで開催されたヨーロッパ選手権の3000mでは、追いすがるソ連のエレーナ・ロマノワに競り勝ち、金メダルを手にした。
1991年は東京の世界選手権の3000mで10位、1992年バルセロナオリンピックの3000mで8位、1993年はカナダのトロントで開催された世界室内選手権の3000mで優勝したものの、夏のシュトゥットガルトの世界選手権の3000mでは9位という成績に終わっている。
しかし、マーレーは、1994年、フィンランドのヘルシンキで開催されたヨーロッパ選手権では3000mで、アイルランドのソニア・オサリバンに次いで銀メダル。そして、カナダのビクトリアで開催されたコモンウェルスゲームズでは10000mに挑戦し、2位の南アフリカのエレナ・マイヤーに10秒近い差をつけ金メダルを獲得した。

## 自己ベスト
- 1500m - 4分01秒20 (1987年)
- 3000m - 8分29秒02 (1988年)
- 5000m - 14分56秒94 (1995年)
- 10000m - 31分56秒97 (1994年)

## 主な実績
| 年   | 大会                             | 場所                           | 種目   | 結果 | 記録       |
| ---- | -------------------------------- | ------------------------------ | ------ | ---- | ---------- |
| 1982 | コモンウェルスゲームズ           | ブリズベン(オーストラリア)     | 1500m  | 10位 | 4分16秒59  |
| 1982 | コモンウェルスゲームズ           | ブリズベン(オーストラリア)     | 3000m  | 10位 | 9分21秒45  |
| 1985 | ヨーロッパ室内陸上競技選手権大会 | アテネ・ピレウス(ギリシャ)     | 3000m  | 3位  | 9分00秒94  |
| 1986 | ヨーロッパ室内陸上競技選手権大会 | マドリッド(スペイン)           | 3000m  | 2位  | 9分01秒31  |
| 1986 | コモンウェルスゲームズ           | エジンバラ(スコットランド)     | 1500m  | 5位  | 4分14秒36  |
| 1986 | コモンウェルスゲームズ           | エジンバラ(スコットランド)     | 3000m  | 3位  | 8分55秒32  |
| 1986 | ヨーロッパ陸上競技選手権大会     | シュトゥットガルト(西ドイツ)   | 3000m  | 3位  | 8分37秒15  |
| 1987 | ヨーロッパ室内陸上競技選手権大会 | リエヴァン(フランス)           | 3000m  | 1位  | 8分46秒06  |
| 1987 | 世界陸上競技選手権大会           | ローマ(イタリア)               | 3000m  | 7位  | 8分43秒94  |
| 1988 | オリンピック                     | ソウル(韓国)                   | 3000m  | 3位  | 8分29秒02  |
| 1989 | IAAFワールドカップ               | バルセロナ(スペイン)           | 3000m  | 1位  | 8分44秒32  |
| 1990 | コモンウェルスゲームズ           | オークランド(ニュージーランド) | 1500m  | 4位  | 4分09秒54  |
| 1990 | コモンウェルスゲームズ           | オークランド(ニュージーランド) | 3000m  | 2位  | 8分39秒46  |
| 1990 | ヨーロッパ陸上競技選手権大会     | スプリト(ユーゴスラビア)       | 3000m  | 1位  | 8分43秒06  |
| 1991 | 世界陸上競技選手権大会           | 東京(日本)                     | 3000m  | 10位 | 8分44秒52  |
| 1992 | オリンピック                     | バルセロナ(スペイン)           | 3000m  | 8位  | 8分55秒85  |
| 1993 | 世界室内陸上競技選手権大会       | トロント(カナダ)               | 3000m  | 1位  | 8分50秒55  |
| 1993 | 世界陸上競技選手権大会           | シュトゥットガルト(ドイツ)     | 3000m  | 9位  | 8分43秒46  |
| 1993 | IAAFグランプリファイナル         | ロンドン(イギリス)             | 3000m  | 2位  | 8分41秒99  |
| 1994 | ヨーロッパ陸上競技選手権大会     | ヘルシンキ(フィンランド)       | 3000m  | 2位  | 8分36秒48  |
| 1994 | コモンウェルスゲームズ           | ビクトリア(カナダ)             | 3000m  | -    | DNS        |
| 1994 | コモンウェルスゲームズ           | ビクトリア(カナダ)             | 10000m | 1位  | 31分56秒97 |
| 1994 | IAAFワールドカップ               | ロンドン(イギリス)             | 3000m  | 1位  | 8分56秒81  |